# Historia general de las Indias

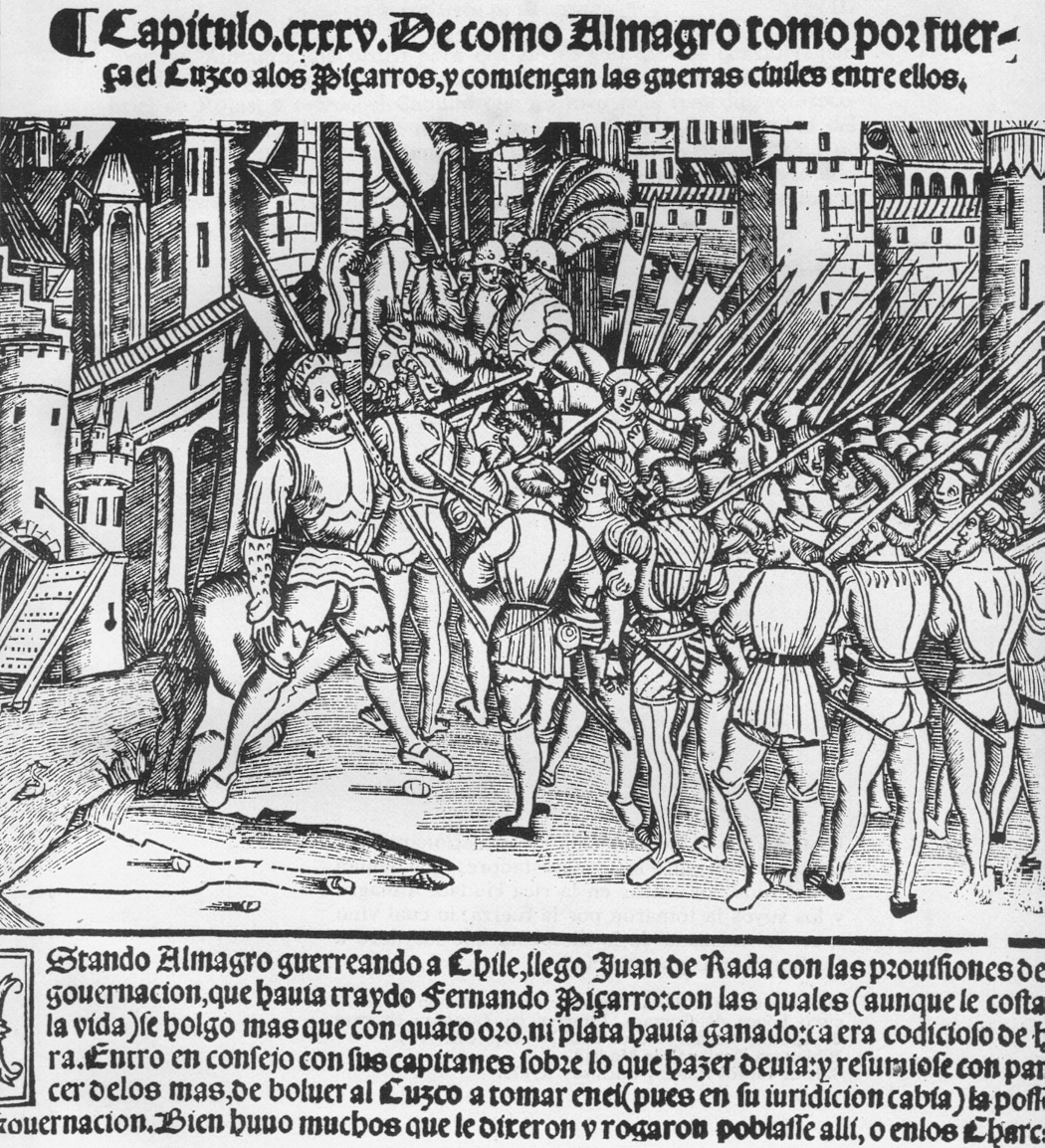
Gravure du livre Historia General de las Indias (1554) « Diego de Almagro à Cuzco ».

Historia general de las Indias (Histoire générale des Indes) est un ouvrage de Francisco Lopez de Gomara qui raconte la conquête du Mexique de la Nouvelle-Espagne. Sa première édition a été imprimée en décembre 1552 dans l'atelier d'Agustín Millán à Saragosse, sous le titre complet de « Primera y segunda parte de la Historia General de las Indias con todo el descubrimiento y cosas notables que han acaecido desde que se ganaron hasta el año de 1551. Con la conquista de México de la Nueva España » (Première et seconde partie de l'Histoire générale des Indes, avec la découverte et l'ensemble des choses remarquables qui y ont eu lieu depuis qu'elles furent conquises jusqu'en 1551, avec la conquête du Mexique de la Nouvelle-Espagne).
Le texte a été amélioré et édité sous différents titres. La couronne espagnole interdit son impression en 1556. Il fut imprimé dans d'autres langues jusqu'en 1605. Ensuite, il n'est plus publié pendant près de 150 ans. Les éditions modernes se concentrent souvent sur l'« Histoire de la conquête du Mexique ».

## Éditions suivantes
En 1553, une première réédition est réalisée par le même atelier, sous le même titre original, à savoir : « Primera y segunda parte de la Historia general de las Indias con todo el descubrimiento y cosas notables que han acaecido desde que se ganaron hasta el año de 1551. Con la conquista de México de la Nueva España ».
En 1553,  l'œuvre fut intitulée : « Hispania Victrix, primera y segunda parte de la Historia General de las Indias con todo el descubrimiento y cosas notables que han acaecido desde que se ganaron hasta el año de 1551. Con la conquista de México de la Nueva España », et imprimée à Medina del Campo dans l'atelier de Guillermo de Millis.
Dans cette édition, l'ouvrage comporte une lettre d'introduction adressée à l'« Empereur des Romains et roi d'Espagne, Charles Quint, seigneur des Indes et du Nouveau Monde » : 

« Très souverain seigneur : La plus grande chose depuis la création du monde, à part l'incarnation et la mort de celui qui l'a créé, c'est la découverte des Indes, qui par conséquent furent appelées le Nouveau Monde. On ne l'appela pas tant nouveau parce qu'il était nouvellement découvert, mais plutôt parce qu'il est très grand, presque aussi grand que l'ancien, qui contient l'Europe, l'Afrique et l'Asie. On peut aussi l'appeler nouveau pour toutes ses choses très différentes de celles de notre monde. Les animaux en général, bien qu'il y en ait peu d'espèces, sont faits autrement, le poisson dans l'eau, les oiseaux du ciel, les arbres, les fruits, les herbes et le grain  de la terre qui n'est pas petite... »

— Francisco López de Gómara
En 1554, l'œuvre parut à Anvers, chez Iuan Steelsio, sous le titre La Historia general delas Indias con todos los descubrimientos, y colas notables que han acaescido en ellas, dende que se ganaron hasta agora, escrita por Francisco Lopez de Gomara, clerigo. Anadiose de nuevo la descripcion y traça delas indias con una Tabla alphabetica delas Provincias, ??, Puereos, Ciudades, y nombre de consquistade y varones principales que alla han passado
En 1554 aussi, l'auteur augmenta son texte, qu'il publia sous le titre de « La historia General de las Indias y Nuevo Mundo, con más de la conquista del Perú y de México », imprimée à Saragosse chez Pedro Bernuz.
Dans la seconde partie, l'auteur fit une dédicace au « très illustre seigneur don Martín Cortés, marquis del Valle » :

« A personne, je ne dois dédier la conquête du Mexique, très illustre Seigneur, sinon à votre seigneurie, qui est le fils du conquérant, pour que, comme elle a hérité du droit d'aînesse, elle hérite également de l'histoire. En ce que l'un représente la richesse et l'autre la gloire ; de façon que soient réunis honneur et profit... »

— Francisco López de Gómara
Le livre fut un succès et fut traduit en italien, en français (en s'appuyant sur la version italienne Martin Fumée en traduit la première partie en 1568, puis révise sa traduction et la complète par la partie sur la conquête de Mexico en 1584 ; Guillaume Le Breton s'appuie sur le texte espagnol et propose une nouvelle traduction en 1588) et en anglais, il fut imprimé à Rome, Venise, Paris et Londres, ses rééditions hors d'Espagne s'échelonnèrent de 1556 à 1605. 
En Espagne, l'impression du livre fut interdite par Real Cédula en 1556, qui ordonnait en outre la collecte des livres déjà imprimés.

## Sources

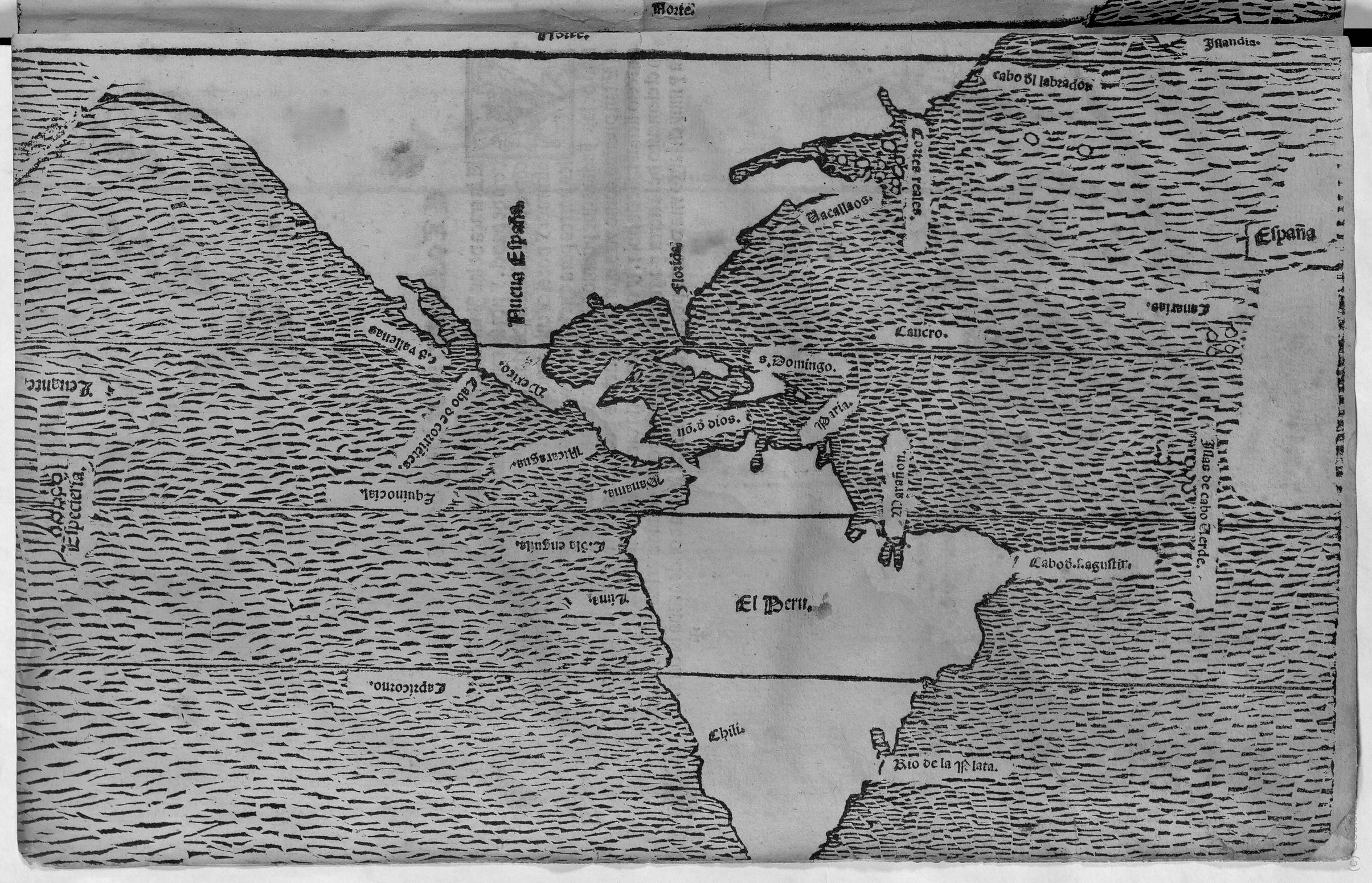
Carte « des Indes » (de l'Amérique) dans une édition de 1553 de l'Historia general.

L'auteur n'est jamais allé en Amérique, mais il a pris note de toutes les nouvelles qui parvenaient en Europe, en s'aidant des rares cartes des territoires conquis. Ses sources étaient constituées de manuscrits et de textes de frère  Toribio de Benavente « Motolinia », Gonzalo Fernandez de Oviedo y Valdes, Pedro de Alvarado, Andrés de Tapia (es) et d'entretiens qu'il eut avec Hernán Cortés.

## Opinion des historiens contemporains sur López de Gómara
L'écrivain péruvien, connu comme l'Inca Garcilaso de la Vega, utilisa le livre de Gómara comme support pour la rédaction de ses « Comentarios Reales de los Incas » (il existe un exemplaire de l'ouvrage de López de Gómara annoté en marge par l'Inca Garcilaso). Francisco Cervantes de Salazar copia une grande partie du livre de Gómara pour réaliser sa « Crónica de la Nueva España ». 
Par ailleurs, Bernal Díaz del Castillo qui avait été soldat pendant les expéditions et la conquête, le critiqua violemment dans son « Historia verdadera de la conquista de la Nueva España », en particulier pour le fait de pas avoir foulé le sol du continent américain, et pour avoir louangé Hernán Cortés, sans donner crédit aux autres personnes impliquées, mais il a néanmoins pris en compte la chronologie du livre de Gomara pour écrire son livre.
Frère Bartolomé de las Casas, détesta le livre pour la « glorification » d'Hernán Cortés ; Las Casas avait une opinion contraire sur Cortés. La couronne espagnole fut également en désaccord avec la glorification exagérée d'Hernán Cortés.

## Interdiction du livre
L'impression du livre fut interdite par Real Cédula (ordonnance royale), laquelle fut confirmée par Philippe II d'Espagne et resta en vigueur pendant de nombreuses années. La raison officielle de cette interdiction ne fut jamais expliquée, mais a pu venir des louanges excessives envers Hernán Cortés, des critiques adressées aux Rois catholiques, ou bien de la façon dont il se réfère à Francisco de los Cobos, secrétaire de Charles Quint. L'auteur a eu la consolation de pouvoir publier son œuvre dans d'autres langues.

« Le Prince. Échevins, maires, gouverneurs, et autres juges de toutes les cités, villes et lieux de ces royaumes et seigneuries, et à chacun et quiconque d'entre vous à qui serait présentée la présente ordonnance ou sa traduction signé par un écrivain public. Sachez que Francisco Lopez de Gomara, clerc, a écrit un livre intitulé « Histoire des Indes et Conquête du Mexique », qui est imprimé ; et qu'il ne faut pas que ledit livre soit vendu, ni lu, ni qu'on en imprime d'autres exemplaires, mais que ceux qui ont été imprimés soient collectés et apportés au Conseil royal des Indes de Sa Majesté... » »

— En la ville de Valladolid, le 17 novembre 1553

## Éditions ultérieures

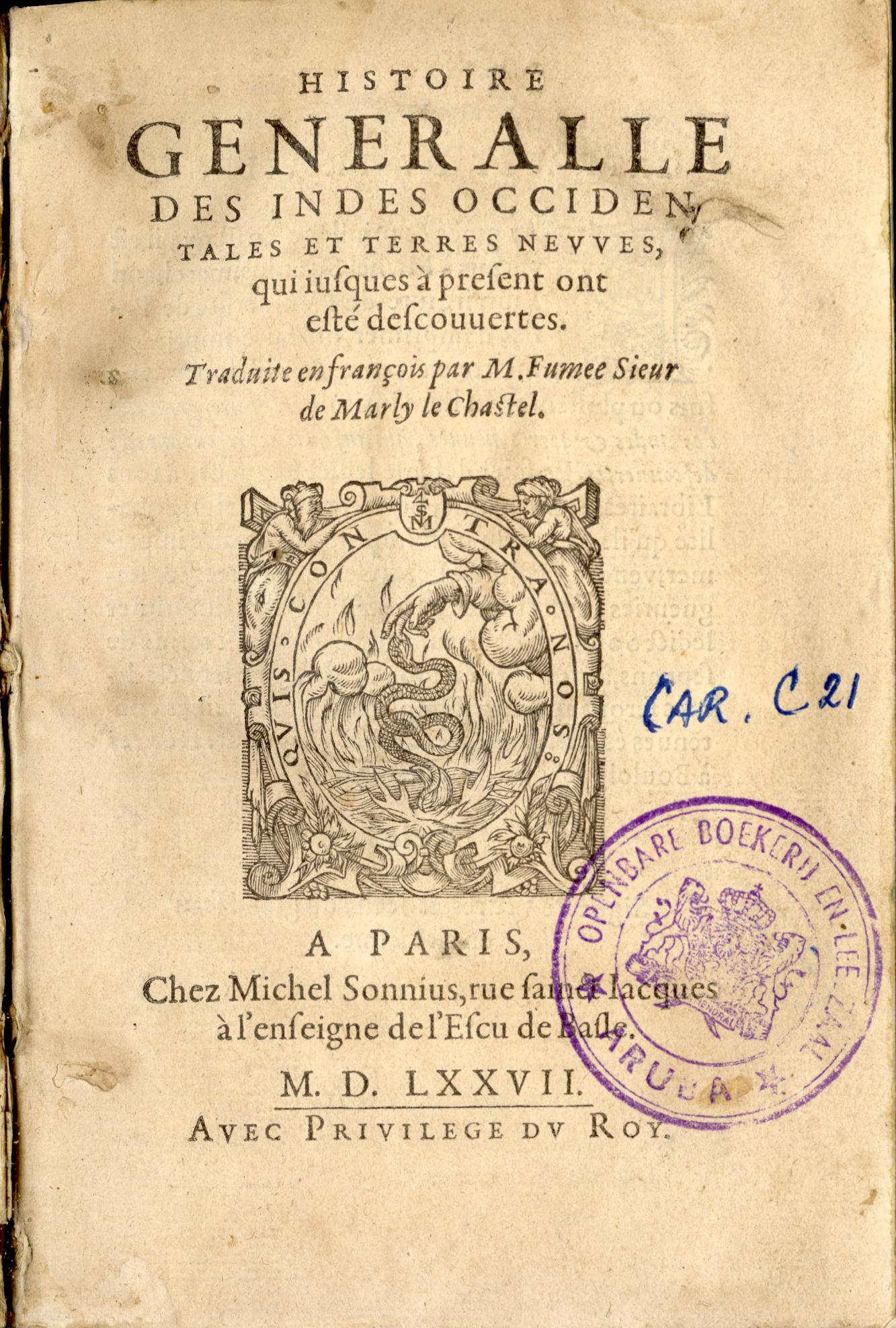
Page de titre du livre Histoire generalle des Indes Occidentales traduit par Martin Fumée (1577)

En 1749, l'ouvrage de Gómara est à nouveau imprimé inclus dans une édition d'Andrés González de Barcia, intitulée «  Historiadores primitivos de las Indias Occidentales, Vol II », imprimée à Madrid. Elle constitue la 3e édition.
En 1826, il est à nouveau publié sous le titre de « Historia de las conquistas de Hernando Cortés », traduite en mexicain et vérifiée par Juan Bautista de San Antón Muñón Chimalpan Quauhtlehuanitzin, indien mexicain. Cette édition fut réalisée dans l'imprimerie de la Testamentaria de Ontiveros au Mexique.
En 1852 et 1854, une partie de l'ouvrage est éditée sous le titre de «  Historia de la Conquista del Perú » en las Glorias Nacionales, Barcelone.
En 1943, sous le titre de «  Historia de las Indias y Conquista de México », chez l'éditeur Pedro Robredo, en deux volumes, Mexique.
En 1954 sous le titre de «  Historia General de las Indias (Hispania Victrix) », dont la seconde partie correspond à la conquête du Mexique, chez l'éditeur Iberia, Barcelone.
En 1988 sous le titre de «  Historia de la conquista de México », chez l'éditeur Porrúa, collection Sepan cuantos.., Mexique.